# Herbert Sültmann
Herbert Sültmann (* 15. Februar 1925) war Fußballspieler in der Oberliga, der höchsten Fußballspielklasse des ostdeutschen Sportausschusses. Dort spielte er für die ZSG Anker / BSG Motor Wismar.

## Sportliche Laufbahn
Zwischen 1942 und 1952 wurde in der Ostseestadt Wismar zeitweise Erstliga-Fußball gespielt. Während es Anfang der 1940er Jahre der TSV Wismar war, setzten die Nachfolgegemeinschaften SG Süd, ZSG Anker und BSG Motor Wismar die Tradition unmittelbar nach dem Zweiten Weltkrieg fort. Einer der Stützen des Nachkriegsfußballs in Wismar war Herbert Sültmann. Als 23-Jähriger war er 1948 dabei, als die SG Wismar Süd hinter der SG Schwerin Mecklenburger Vizemeister wurde und sich damit für die erste Fußball-Ostzonenmeisterschaft 1948 qualifizierte. Die Wismarer schieden allerdings bereits im ersten Spiel nach einer 2:3-Niederlage gegen den späteren Finalisten Freiimfelde Halle aus. 1948/49 gewann die SG Süd die Meisterschaft in Mecklenburg. Im entscheidenden Spiel gegen die SG Schwerin am 10. April 1949 (2:1) stand Sültmann als linker Verteidiger in der Wismarer Elf. Zuvor hatte er bereits beim 5:1-Sieg über die SG Greifswald einen Treffer beigesteuert. Auch bei ihrer zweiten Teilnahme an der Ostzonenmeisterschaft kam die SG Süd nicht über das erste Spiel hinaus, es gab eine deutliche 0:10-Niederlage gegen den späteren Vizemeister Fortuna Erfurt.
Als Landesmeister hatten sich Wismarer auch für die 1949/50 erstmals ausgetragene Oberliga des ostdeutschen Sportausschusses qualifiziert. Unter der neuen Bezeichnung ZSG Anker Wismar musste von Anfang an gegen den Abstieg gekämpft werden, bereits am 5. Spieltag gab es bei der SG Dresden-Friedrichstadt eine herbe 0:11-Niederlage. Sültmann wurde in 22 der 26 ausgetragenen Punktspiele eingesetzt und wurde hauptsächlich als linker Läufer aufgeboten. Zweimal war er als Torschütze erfolgreich. Am Saisonende musste die ZSG ein Entscheidungsspiel um den Klassenerhalt gegen die punktgleiche SG Altenburg Nord bestreiten. Ohne Sültmann, der von dem unerfahrenen Karl Linde vertreten werden musste, verlor Wismar mit 2:3 und stieg in die zweitklassige DDR-Liga ab.
In der DDR-Ligasaison 1950/51 bestritt Sültmann alle 16 Punktspiele und erzielte auf seiner Stammposition als linker Läufer vier Tore. Erneut musste Anker Wismar ein Entscheidungsspiel bestreiten, nun allerdings um den Wiederaufstieg in die Oberliga. Diesmal war Sültmann mit von der Partie und erreichte mit seiner Mannschaft nach einem 2:1-Sieg über die SG Volkspolizei Potsdam die Rückkehr in die Erstklassigkeit. Ihre zweite Oberligasaison 1951/52 bestritten die Wismarer unter dem Namen BSG Motor. Wieder ging es nur um den Klassenerhalt, der jedoch mit 22 Niederlagen verspielt wurde. Der 26-jährige Sültmann war nur noch in elf Punktspielen dabei, nachdem er während der gesamten Hinrunde gefehlt hatte. Auf seiner gewohnten Position aufgeboten, bestritt er seine letzte Saison für die Wismarer Mannschaft. Zwischen 1949 und 1952 hatte er 49 Punktspiele bestritten, davon 33 in der Oberliga. Sechsmal war er als Torschütze erfolgreich gewesen.